# Tomàs Aragay i Sastre
Tomàs Aragay i Sastre (Barcelona, 1968) és un coreògraf i guionista de cinema català, guanyador d'un Goya al millor guió original.
Va estudià dramatúrgia i direcció escènica a l'Institut del Teatre. El 1996 va fundar el col·lectiu General Elèctrica amb Roger Bernat, que va deixar el 2001 per crear la Societat Doctor Alonso amb la coreògrafa Sofía Asencio. Ambdós han dirigir el festival MAPA (Maig, Art, Paisatge, Acció) a l'Alt Empordà. Ha organitzat nombroses coreografies combinant paraula, moviment i música, i ha obtingut el Primer Premi de Coreografia de l'XI Certamen Coreogràfic de Madrid (1997) i el Prix d'Auteur dels Rencontres Choregraphiques Internationales de Seine-Sant-Denis (1999).
Alhora, ha treballat com a guionista de cinema al costat del director Cesc Gay, per al qui ha escrit els guions de Krámpack (2000) i A la ciutat, per les que fou nominat al Goya al millor guió adaptat, i Truman (2016), pel qual va obtenir el guardó. També ha escrit guions per a les sèries Jet Lag (2001) i Félix (2018).

## Coreografies
- Cruza cuando el hombrecito esté en verde (1997)
- By Natural Piety (1998)
- Night (1998)
- John Kovach, State of Emergency (1999)
- Rendez-vous (1999)
- La bocale (2000)
- Paradise (2000)
- Shopping Bread (2002)
- Sobre la bellesa (2002)
- Santa Sofia, el solo d'una ignorant (2003)
- Sobre la mort (2004)
- El traspiés de Luisa (2005)
- Volumen 2 (2006)
- Retratos (2007)

## Premis
- Goya al millor guió original per Truman (2016)
- Medalla del Cercle d'Escriptors Cinematogràfics al millor guió original per Truman (2016)[4]
[5]
- III Premis Feroz: millor guió per Truman
- Premis Gaudí: millor guió per Una pistola a cada mà (2013) i Truman (2016)